# Dawn Staley
Dawn Michelle Staley (Philadelphia, 4 mei 1970) is een voormalig Amerikaans basketbalspeelster. Zij won met het Amerikaans basketbalteam drie keer de gouden medaille tijdens de Olympische Zomerspelen en twee keer op het Wereldkampioenschap basketbal. In 2013 werd ze toegevoegd aan de Basketball Hall of Fame.
Staley speelde voor het team van de Universiteit van Virginia en in Europa, voordat zij in 1996 haar American Basketball League debuut maakte bij de Philadelphia Rage. In 1999 maakte zij haar WNBA-debuut bij de Charlotte Sting. In totaal speelde zij 8 seizoenen in de WNBA.
Tijdens de Olympische Zomerspelen 1996 in Atlanta won ze voor het eerst olympisch goud door Brazilië te verslaan in de finale. In totaal speelde ze maar liefst 24 wedstrijden over drie Olympische Spelen (1996, 2000 en 2004) en wist alle wedstrijden te winnen. Ook won ze met het nationale team het Wereldkampioenschap basketbal 1998 in Duitsland en het Wereldkampioenschap basketbal 2002 in China.
Na haar carrière als speler werd zij basketbalcoach. Sinds maart 2017 is ze coach van de Amerikaanse vrouwenbasketbalploeg. In 2018 won ze in die rol het Wereldkampioenschap. In 2020 won ze goud op de Olympische Zomerspelen.